# Misery Index
A Misery Index egy amerikai death-metal/grindcore/deathgrind együttes. 2001-ben alakultak meg Baltimore-ban. Jelenleg négy taggal rendelkeznek: Jason Nethertonnal, Mark Kloeppellel, Adam Jarvis-szal és Darin Morris-szal.
Az eredeti felállás ez volt: Jason Netherton, Mike Harrison, Kevin Talley. Utóbbi kettő az évek alatt elhagyta a zenekart. Helyükre új tagok kerültek: Sparky Voyles, Mark Kloeppel, Adam Jarvis. Voyles 2010-ben szintén kilépett az együttesből, helyére Darin Morris került.
A Misery Index zenéjét leginkább death metal és grindcore stílusba lehet sorolni, hardcore punk beütéssel. A zenekarra leginkább az Assück együttes hatott (akiknek az utolsó nagylemezét is Misery Index-nek hívták). Szövegeik fő témái a társadalom problémái, illetve a mindennapi élet.
A zenekar saját lemezkiadó céget is üzemeltet, Anarchos Records néven.

## Diszkográfia
Stúdióalbumok
- Retaliate (2003)
- Discordia (2006)
- Traitors (2008)
- Heirs to Thievery (2010)
- The Killing Gods (2014)
- Rituals of Power (2019)